# Limnophila perlata
Limnophila perlata är en tvåvingeart som beskrevs av Alexander 1955. Limnophila perlata ingår i släktet Limnophila och familjen småharkrankar. Inga underarter finns listade i Catalogue of Life.